# Ligne de tramway 59 (SNCV Groupe de Liège)
La ligne 59 et brièvement ligne 86 est une ancienne ligne de tramway de la Société nationale des chemins de fer vicinaux (SNCV) qui reliait Jemeppe-sur-Meuse à Verlaine entre 1933 et 1959.

## Histoire
La ligne est mise en service en traction électrique sous l'indice 59 le 7 mai 1933 entre la gare de Jemeppe-sur-Meuse et la place de Crotteux à Mons-lez-Liège par l'électrification de cette section de la ligne 460/1 Jemeppe-sur-Meuse - Hannut (capital 122),. L'exploitation est assurée par la SNCV.
Le 17 décembre 1936, la ligne est prolongée de Mons-lez-Liège à Horion par l'électrification de cette section de la ligne 460/1 (capital 122),.
À la fin du mois de février 1944, la ligne est prolongée d'Horion au dépôt de Verlaine par l'électrification de cette section de la ligne 460/1 (capital 122).
Au cours des années 1950, la ligne se voit attribuer l'indice 86 (tableau 1064 en 1958).
La ligne est supprimée le 31 août 1959, elle est remplacée par une ligne d'autobus sous le même indice, cette ligne est toujours exploitée. Les voies de la ligne restent utilisées pour le trafic fret jusqu'à la fermeture à tout-trafic  le 13 juillet 1960 de la section Hollogne-aux-Pierres Bifurcation - Dépôt de Verlaine (capital 122).

## Infrastructure

### Dépôts et stations
Nom : (gare) : quand le dépôt ou la station est accolé ou proche d'une gare.
Type : D : dépôt , S : station , Sf : si la station sert de gare douanière à la frontière , Sp : si la station est établie dans un bâtiment privé le plus souvent un café ou plus rarement une habitation privée.
| Illustration | Nom            | Type | Commune           | Localisation                | État            | Remarques |
| ------------ | -------------- | ---- | ----------------- | --------------------------- | --------------- | --------- |
|              | Jemeppe (gare) | S    | Jemeppe-sur-Meuse | 50° 37′ 04″ N, 5° 29′ 56″ E | Désaffectée.    |           |
|              | Mons-lez-Liège | S    | Mons-lez-Liège    | 50° 37′ 29″ N, 5° 26′ 55″ E | Désaffectée.    |           |
|              | Verlaine       | DS   | Verlaine          | 50° 36′ 13″ N, 5° 19′ 25″ E | En service TEC. |           |

## Exploitation

### Horaires
Tableaux horaires :
- 1933 : 460, numéro partagé entre les lignes 460/1 Hannut - Verlaine, 460/2 Fexhe-le-Haut-Clocher - Horion-Hozémont, 460/3 Ampsin - Verlaine et à partir de 1933 59 Jemeppe-sur-Meuse - Mons-lez-Liège ;
- 603 en 1950[6].
- Été 1958 : 1064[4].

## Vestiges

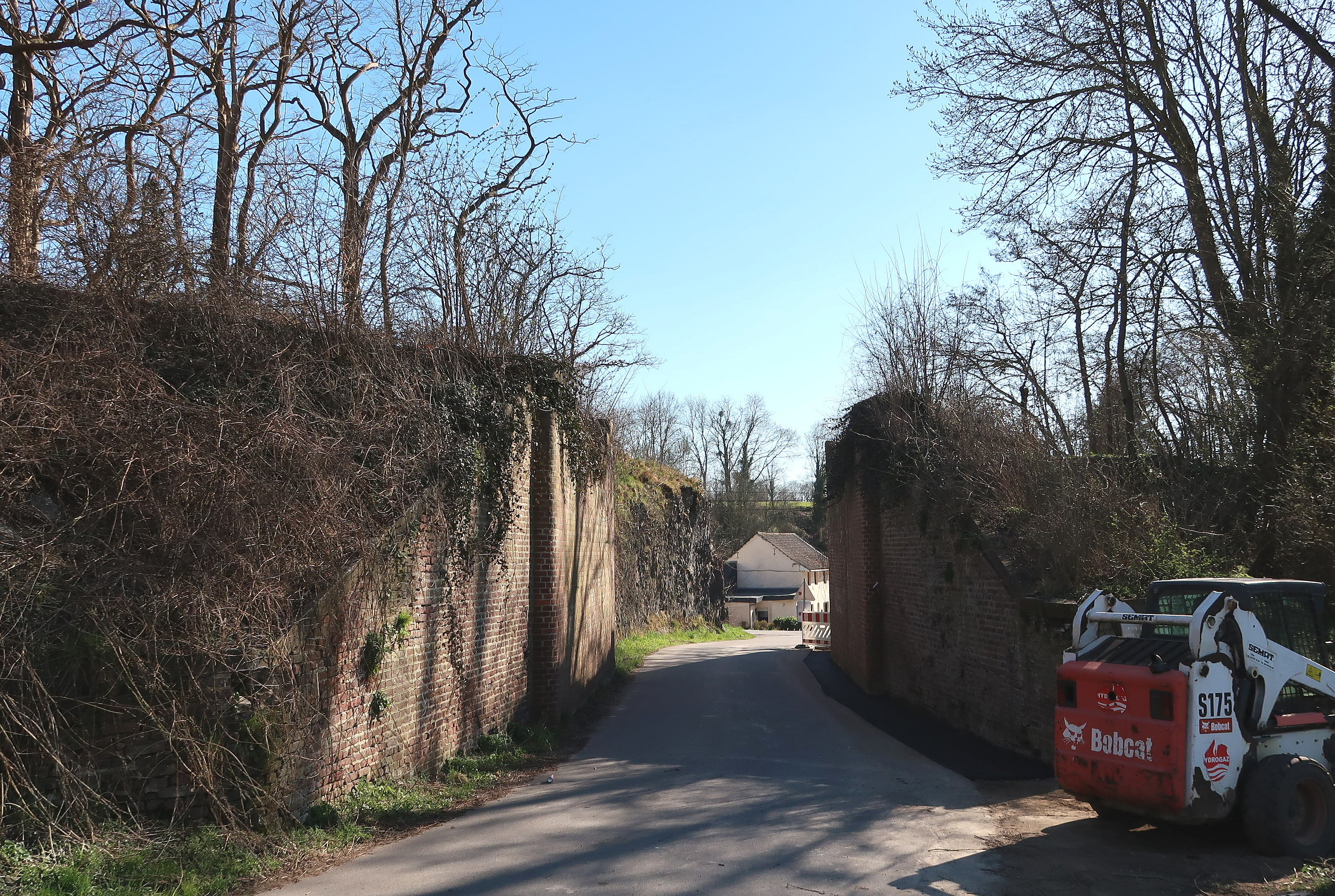
Culées du pont du site propre à Horion-Hozémont (rue El Va).
Station de Jemeppe-sur-Meuse.
Gare de Verlaine.